# 聖喬治區 (安地卡及巴布達)
聖喬治是安地卡及巴布達中安提瓜島的一个行政區，位於該島中間，與聖約翰、聖彼得等相鄰。